# SN 2007qi
SN 2007qi – supernowa typu Ia odkryta 30 października 2007 roku w galaktyce A231628-0005. W momencie odkrycia miała maksymalną jasność 21,40m.